# Basilica di Sant'Apro (Nancy)
L'attuale basilica Sant'Apro di Nancy (in francese Basilique Saint-Epvre) è una basilica di stile neogotico raggiante costruita nel XIX secolo dall'architetto Prosper Morey in pietra di Euville.

## Situazione e accesso
È situata in place Saint-Epvre, a Nancy, nella Città vecchia.

## Origine del nome
La basilica, terza chiesa dalla fondazione della parrocchia di Sant'Apro nel 1080, è dedicata a Sant'Apro, vescovo di Toul, le cui reliquie sono conservate in una cassa nell'altar maggiore.

## Storia
Il duca Teodorico II di Lorena stabilì la chiesa parrocchiale nel 1080. Tra il 1436 e il 1451, l'edificio fu interamente ricostruito nello stile gotico fiammeggiante, il cui campanile serviva anche da torre di guardia, essendo stato il punto più alto della città medievale.
La chiesa fu demolita nel 1863, la torre campanaria, che avrebbe dovuto essere integrata nella nuova chiesa non le sopravvisse che qualche anno.

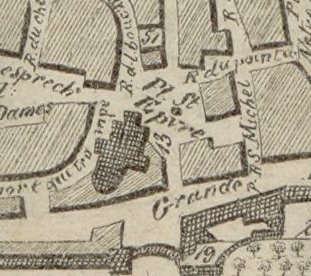
Nel 1838.
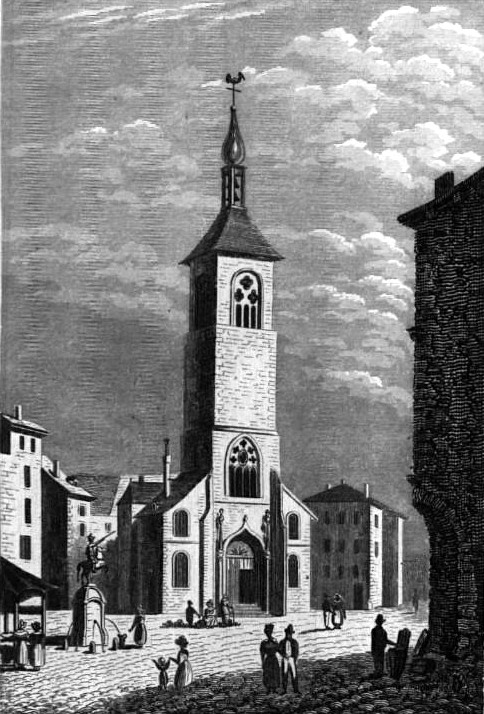
Sul piano la sua facciata.

La parrocchia è stata affidata nel 1996 alla Congregazione dell'oratorio di San Filippo Neri.
Nel dicembre del 2012, l'arciduca Cristoforo di Amburgo-Lorena, discendente dai duchi di Lorena, si sposò nella basilica.
Il 15 dicembre 2013, nel corso di una messa pontificale, una reliquia del beato Carlo I di Asburgo-Lorena è stata trasferita nella basilica.

## Edificio attuale

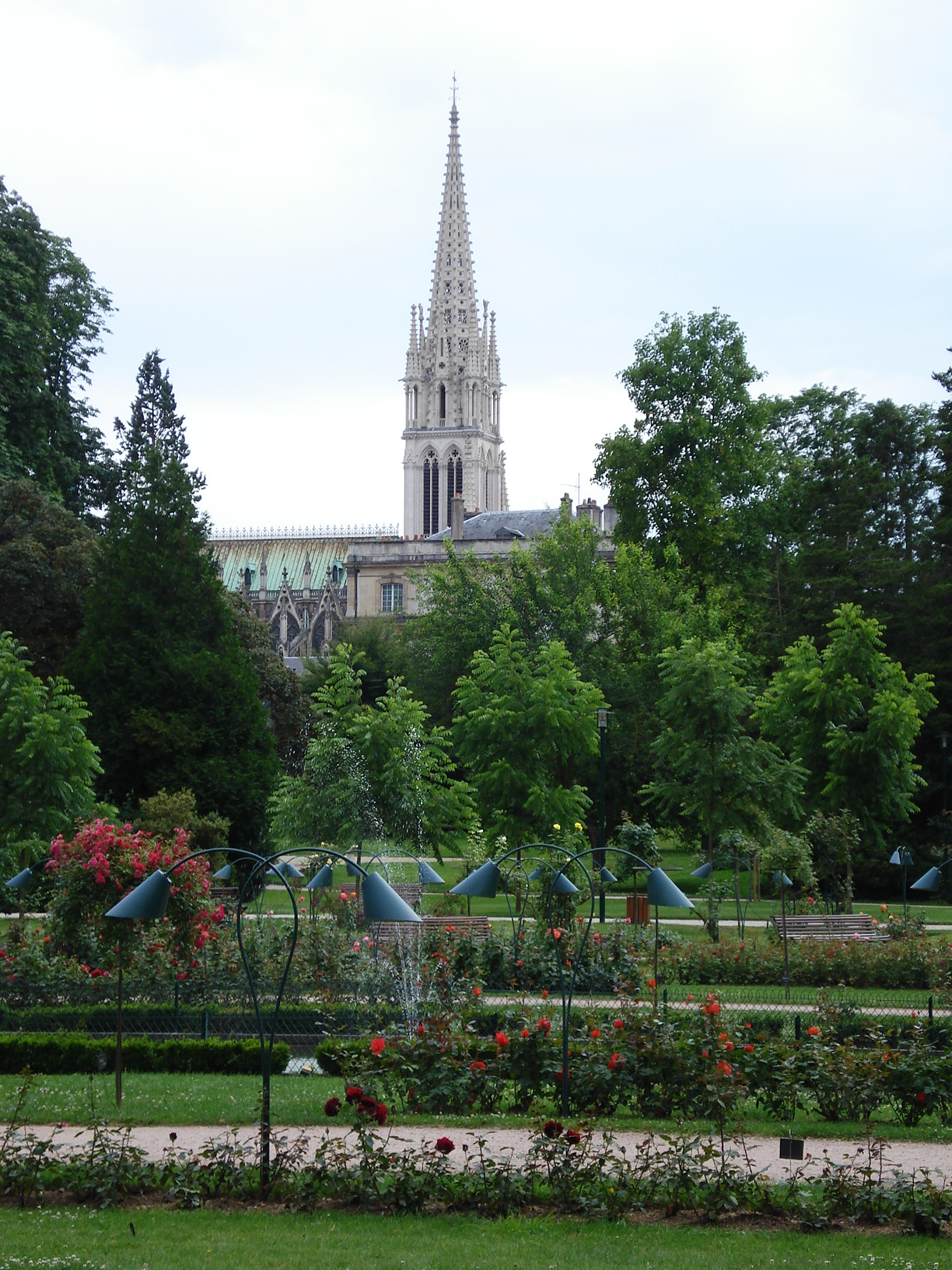
Veduta dal parc de la Pépinière.

Prosper Morey, l'architetto designato alla ricostruzione dell'edificio, scelse uno stile neogotico che permise un'ottima integrazione nel centro storico di Nancy. La prima pietra fu posata nel maggio 1864, mentre dal 1865, Joseph Trouillet s'incaricò di raccogliere delle offerte per finanziare la costruzione di questo prestigioso progetto, avendo in particolare il sostegno di Francesco Giuseppe I d'Austria, che visitò il cantiere il 22 ottobre 1867 con i suoi due fratelli Carlo Ludovico e Ludovico Vittorio. Forte di questo sostegno, monsignor Trouillet sollecitò anche quello di Napoleone III e si guadagnò quello dell'antica nobiltà lorenese, tanto che egli fu soprannominato «re dei mediatori e mediatore dei re». La chiesa è stata consacrata nel 1871.
Il 26 novembre 1874, la chiesa è stata elevata al rango di basilica minore da papa Pio IX.
La basilica di Sant'Apro è classificata monumento storico dal 1999. L'effetto congiunto della tempesta del dicembre 1999 e dell'inquinamento obbligò a importanti lavori di restauro dopo numerosi anni.

## Architettura

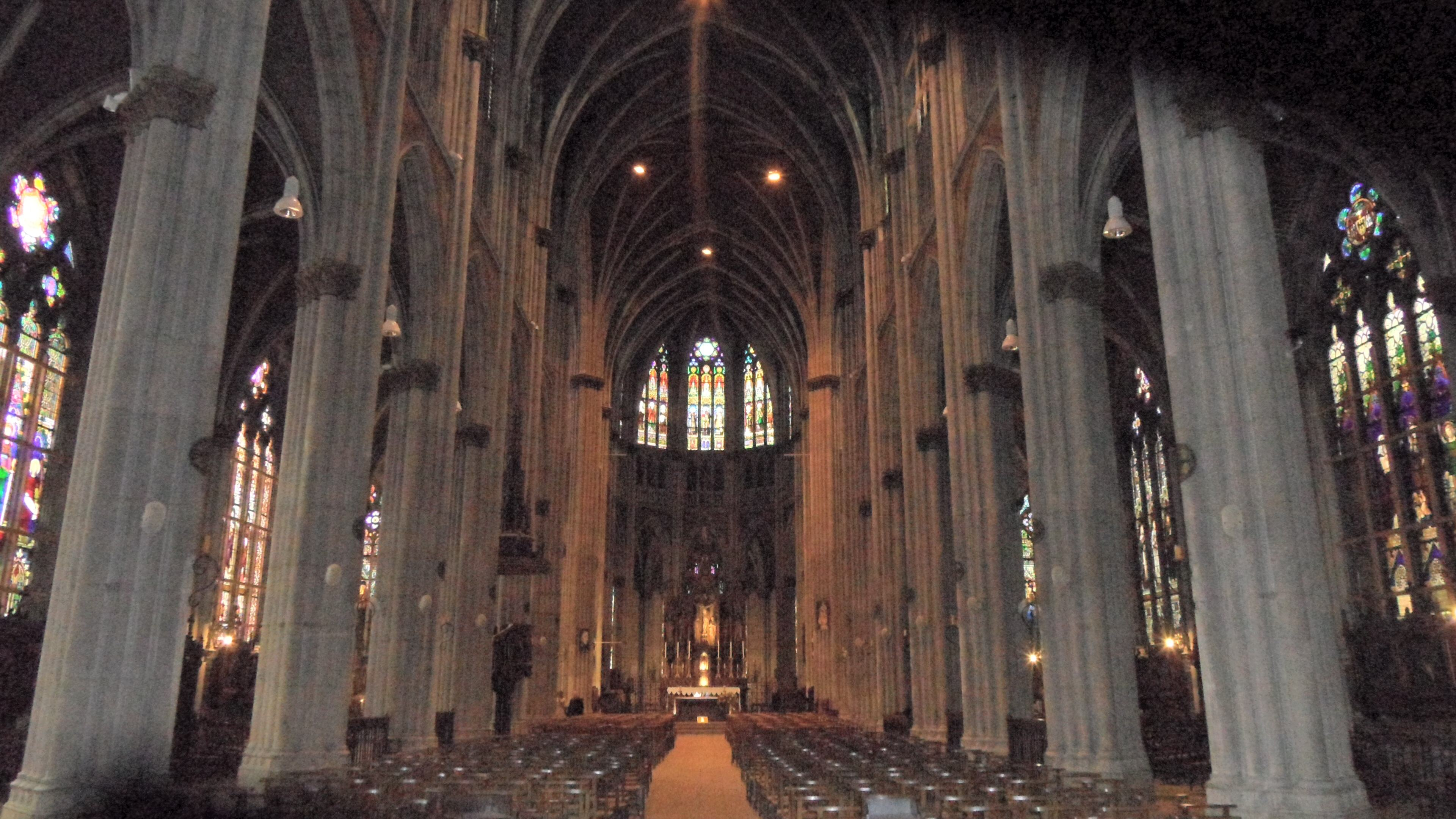
L'interno.

La basilica è costruita in stile gotico a lancette e presenta proporzioni ragguardevoli: la freccia punta a 87 metri per un edificio d'una centinaia di metri di lunghezza. La navata misura 84 metri di lunghezza e ha un'altezza sotto la volta centrale di 24 metri. Il progetto presenta d'altra parte le lunghezze di Viollet-le-Duc.
La scala monumentale del sagrato è un dono dell'imperatore Francesco Giuseppe I d'Austria, ereditiere della Casa d'Asburgo e della Lorena così che le vetrate lo rappresentano con la sua sposa (raffigurati con i tratti dei santi Francesco ed Elisabetta - la vetrata fu distrutta dallo spostamento d'aria provocato da un tiro di obice durante la Prima guerra mondiale; fu sostituita dalle figure di sant'Apro e sant'Ottilia simboleggianti la Lorena e l'Alsazia riunite). Napoleone III e l'Imperatrice Eugenia offrirono parimenti delle vetrate (san Luigi e sant'Eugenia; le arme dell'Impero francese coronarono la composizione).
74 vetrate, di cui 71 sono dovute all'atelier Geyling a Vienne, illuminano la basilica così come tre rosoni. In tutto, la superficie delle vetrate supera i 2300 m2. La navata è decorata da dipinti su tele incollate e da mosaici finti. Gli altari e le boiserie sono d'origine francese (atelier Klein di Colmar), ma soprattutto tedesche (atelier Margraff di Monaco di Baviera).
Nel coro, papa Pio IX offerse 5 m2 d'una pavimentazione di colore verde proveniente dalla Via Appia a Roma. L'altar maggiore è opera dello scultore alsaziano Théophile Klem.

## Organi
Gli organi dell'antica Saint-Epvre furono rivenduti per la chiesa di Dannelbourg.
I grandi organi neo-gotici (tribune) furono costruiti dal fabbricante Joseph Merklin (società « Merklin-Schütze ») e inaugurati da Anton Bruckner. Quest'organo fu ricompensato con una medaglia d'oro all'Esposizione universale di Parigi del 1867, ove fu suonato dalla maggior parte dei grandi organisti parigini.
L'organo è stato restaurato nel 1992 dalla Manufacture Lorraine de Grandes Orgues Hærpfer, sotto l'egida dei Monumenti storici.
L'organo della tribuna orientale di Sant'Apro, con il grand'organo della cattedrale di Notre-Dame-de-l'Annonciation di Nancy Cavaillé-Coll della Cattedrale di Nancy, il Dalstein-Hærpfer della chiesa di Saint-Sébastien di Nancy e il Didier della chiesa di Saint-Nicolas de Nancy, è uno dei grandi rappresentanti della fabbricazione d'organi sinfonici a Nancy.

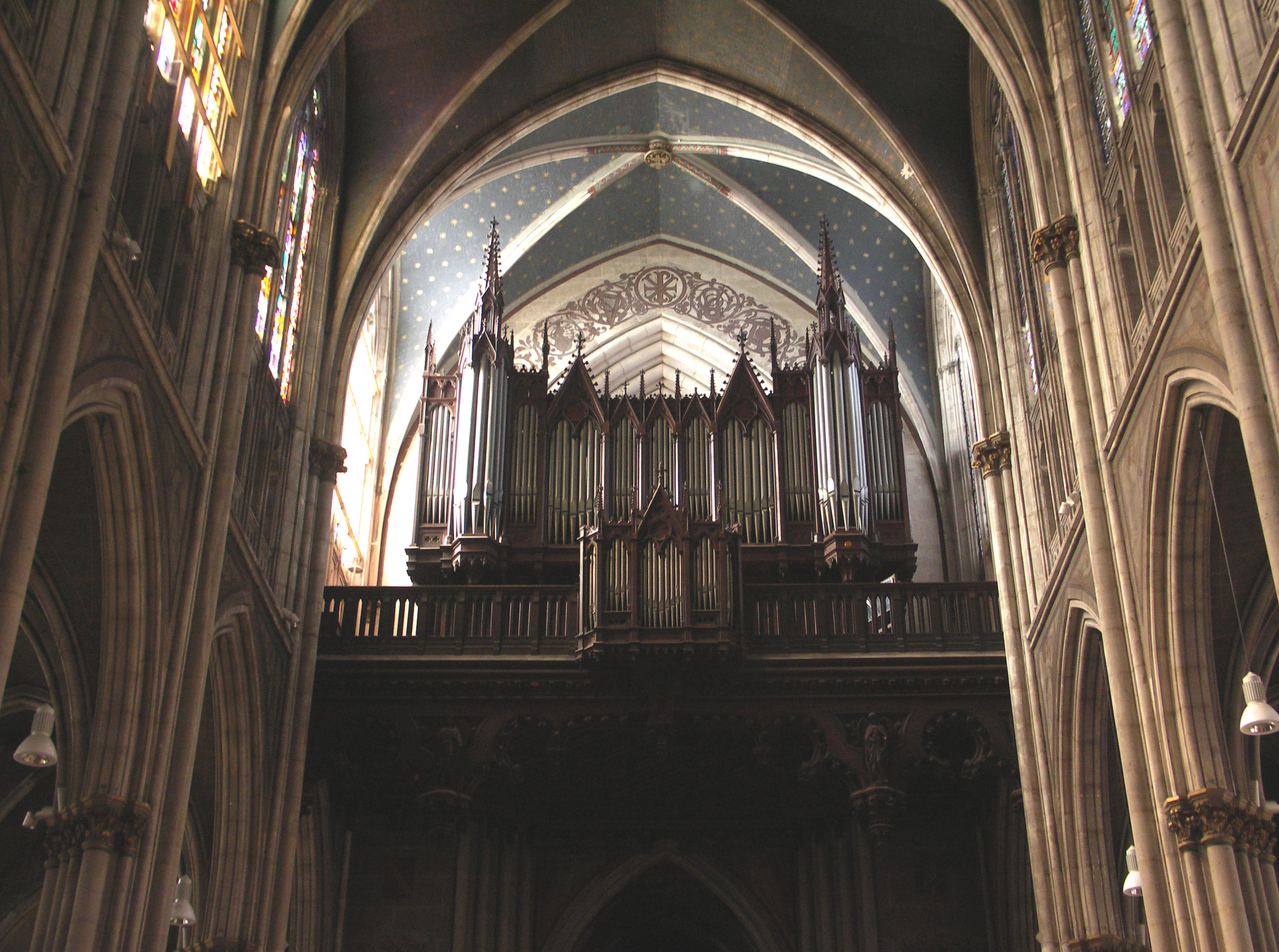
Grand'organo Merklin-Schütze della basilica di Sant'Apro di Nancy - L'eccellenza di questo strumento, riconosciuto al momento della sua presentazione all'Esposizione Universale di Parigi nel 1867, valse a Joseph Merklin il titolo di cavaliere della Legion d'onore.

## Galleria d'immagini

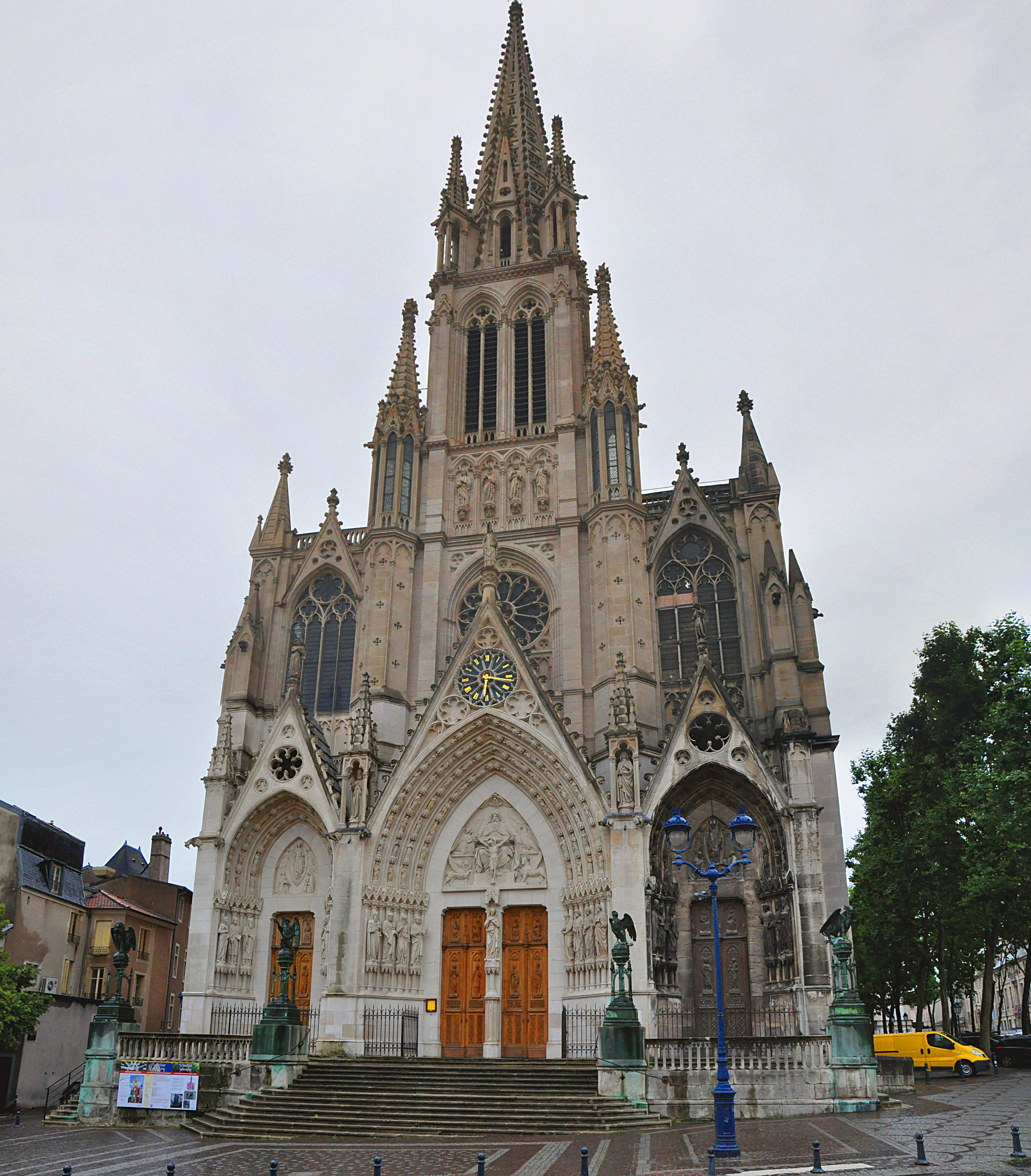
Facciata, 2014.
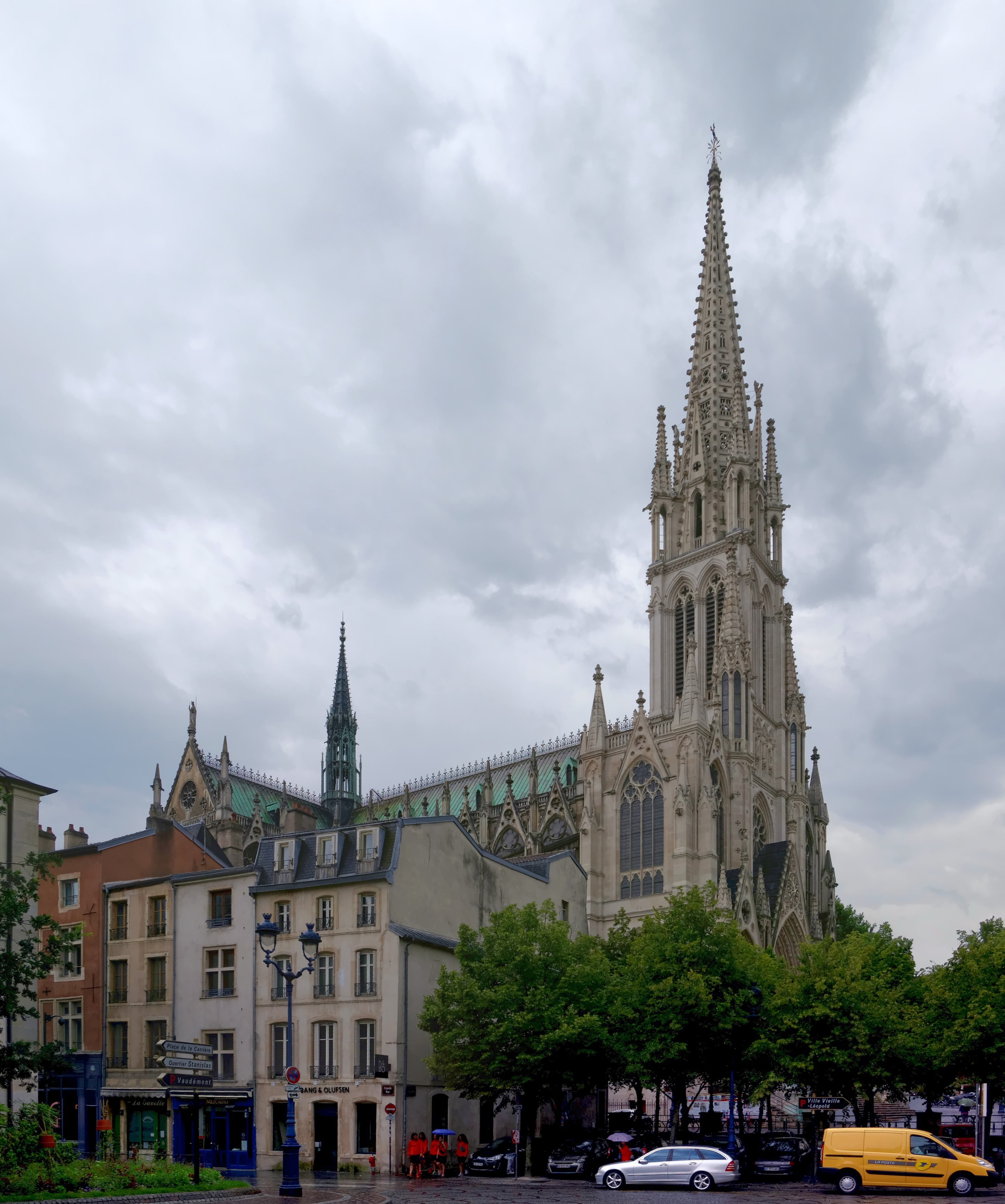
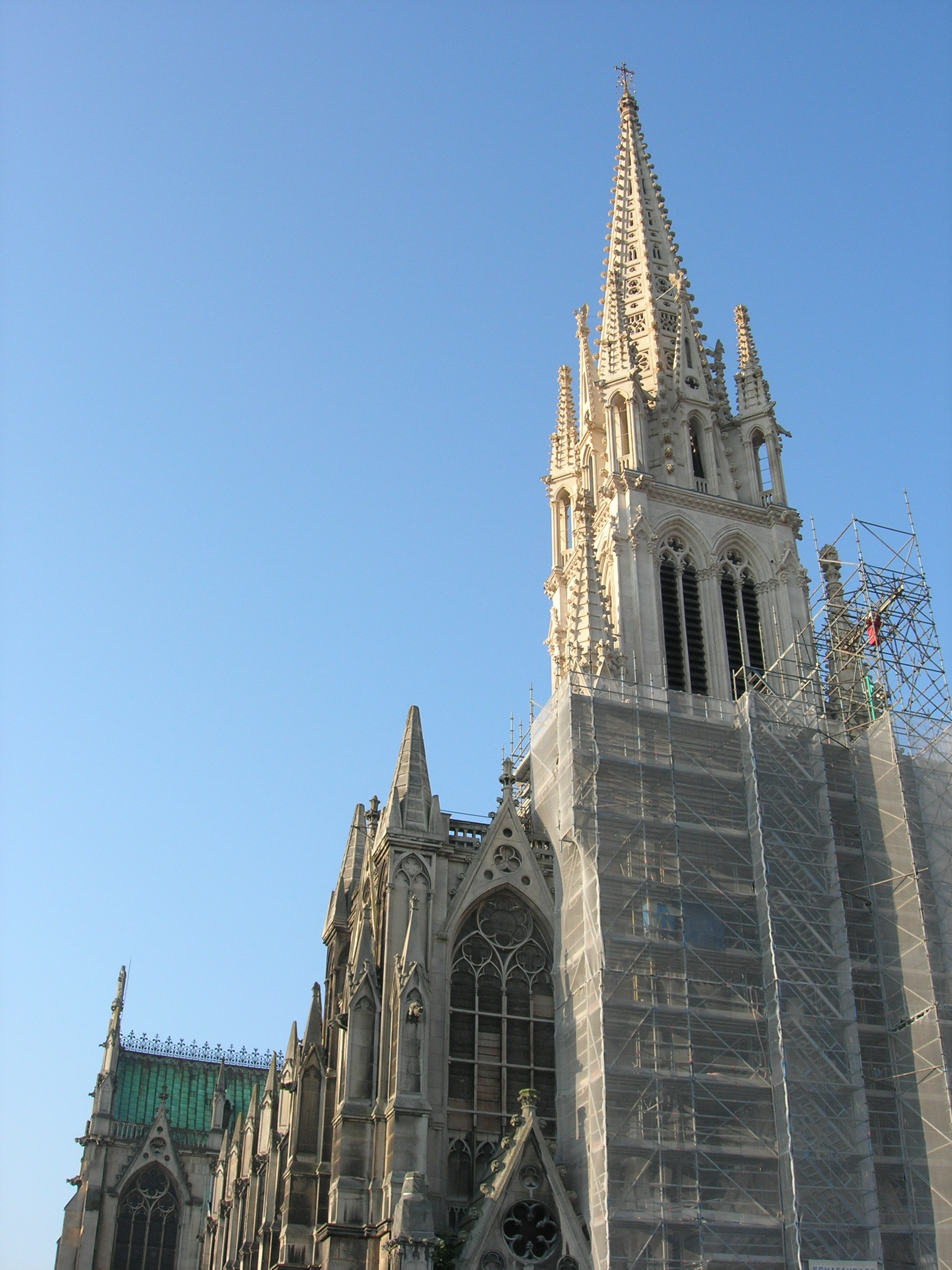
Lavori nel 2008.
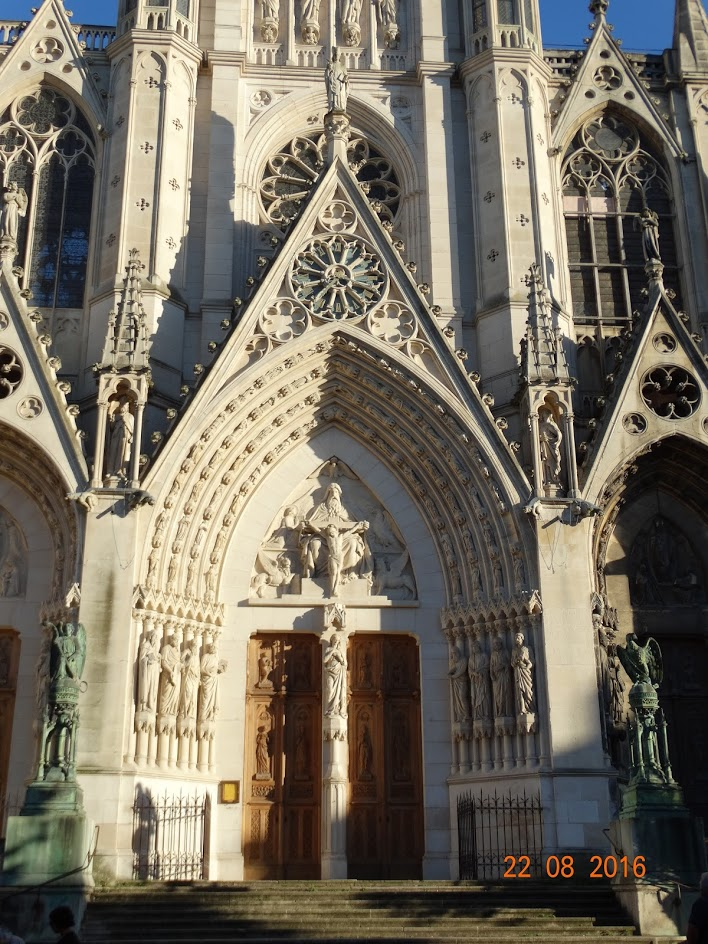
Dettaglio del portale.
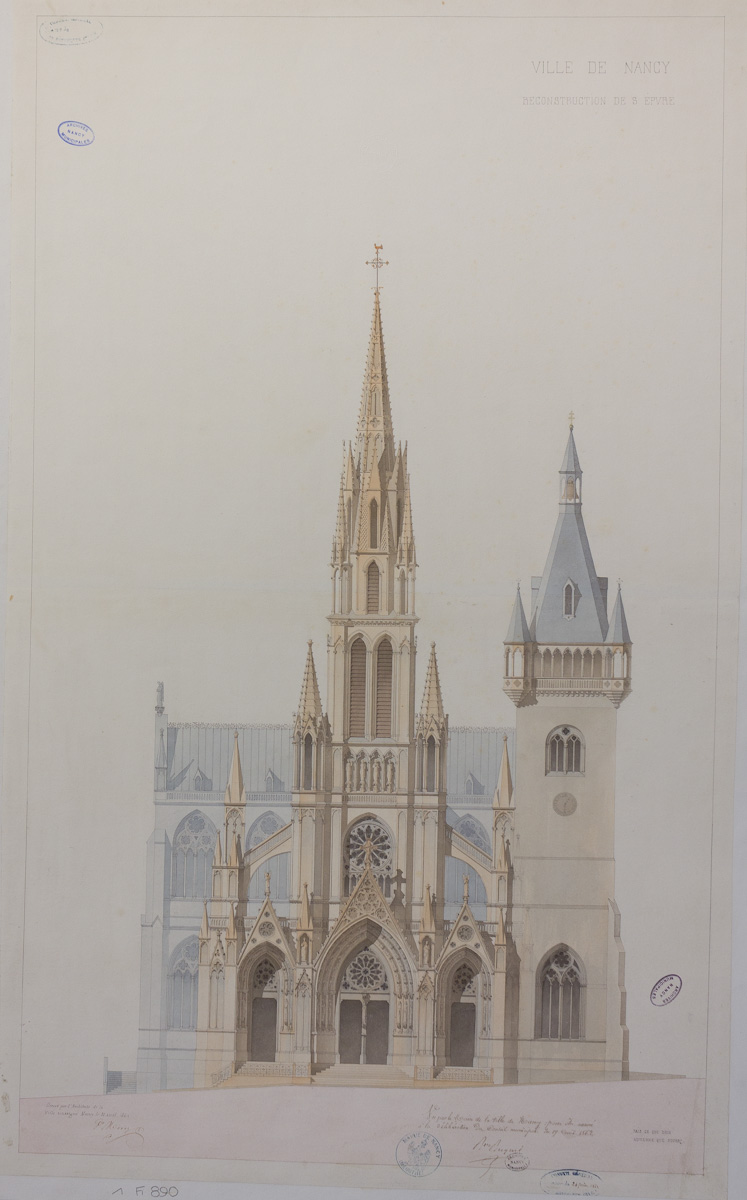
Progetto iniziale con l'antico campanile.